# Géza Kádas
Géza Kádas (Eger, 7 agosto 1926 – Budapest, 6 marzo 1979) è stato un nuotatore ungherese, specializzato nello stile libero.

## Palmarès

### Olimpiadi
- Argento a Londra 1948 nella staffetta 4x200 metri stile libero maschile.
- Bronzo a Londra 1948 nei 100 metri stile libero.

### Europei
- Oro a Torino 1954 nella staffetta 4x200 metri stile libero.
- Bronzo a Monte Carlo 1947 nella staffetta 4x200 metri stile libero.
- Bronzo a Torino 1954 nei 100 metri stile libero.